# Hemigrotella
Hemigrotella là một chi bướm đêm thuộc họ Noctuidae.

## Các loài
- Hemigrotella argenteostriata Barnes & McDunnough, 1918